# 타임아웃 (스포츠)

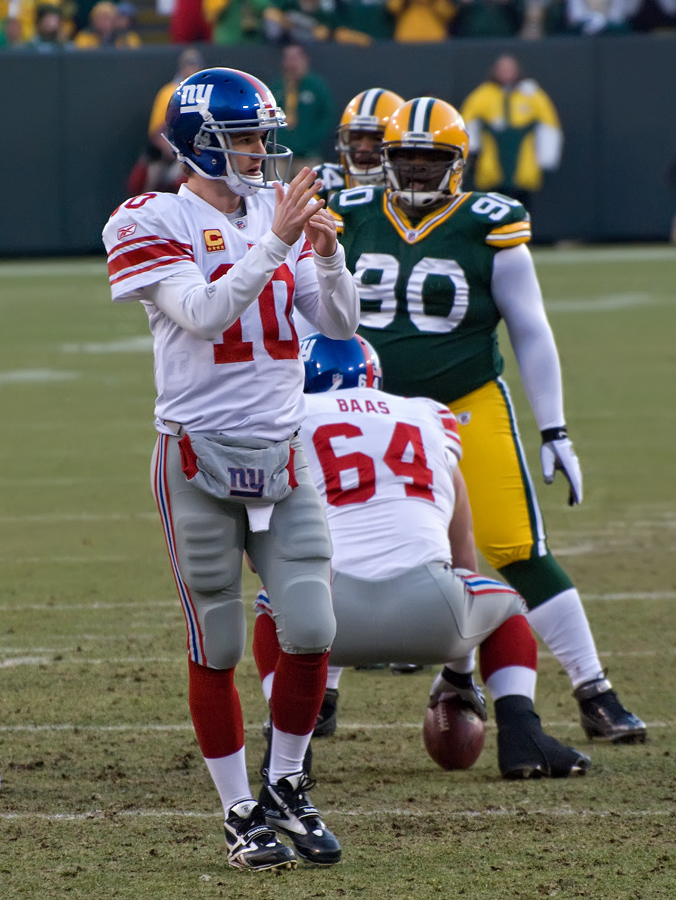
내셔널 풋볼 리그에서 한 선수가 타임아웃을 요청하는 모습

타임아웃(time-out)은 스포츠에서 경기를 일시 중지하고 그동안 전략 회의, 수분 공급, 치료, 교체 등을 하게 되는 시간이다.
타임아웃은 플레이의 중단이다. 이를 통해 각 팀의 코치는 예를 들어 전략을 결정하거나 사기를 고취하고 게임 시계를 중지하는 등 팀과 의사 소통할 수 있다. 타임아웃은 일반적으로 코치나 선수에 의해 호출되지만 일부 스포츠의 경우 미디어에서 광고를 방송할 수 있도록 TV 타임아웃이 호출된다. 팀은 일반적으로 경기에서 전략적으로 중요한 지점에서 타임아웃을 요청하거나 농구의 5초 규칙과 같은 게임 유형 위반의 지연을 피하기 위해 타임아웃을 요청한다.